# Alexander Stepanov
Alexander Alexandrowitsch Stepanov (Moscou, 16 de novembro de 1950) é um programador da Rússia (na época de seu nascimento, ainda União Soviética) notável por suas pesquisas no campo de programação genérica e pela criação da Standard Template Library, a principal biblioteca da linguagem de programação C++. Alexander iniciou o desenvolvimento da biblioteca de fato em torno de 1992, enquanto empregado da HP. Atualmente, a STL está incorporada à biblioteca padrão do C++. Anteriormente, havia trabalhado na Bell Labs com Andrew Koenig e tentou convencer Bjarne Stroustrup a incluir o conceito de Generics de Ada em C++. Atualmente está empregado pela A9.com.